# Крутовка (Казань)
Крутовка (тат. Крутовка, Krutofka) — историческая местность, в прошлом — городской посёлок в Приволжском районе Казани.

## Расположение
Посёлок Крутовка находился на юге Казани, в южной части так называемого «Южного промышленного района». Он располагался вдоль улицы Крутовской, к северу и югу от перекрёстка с улицей Тихорецкой. 

## История

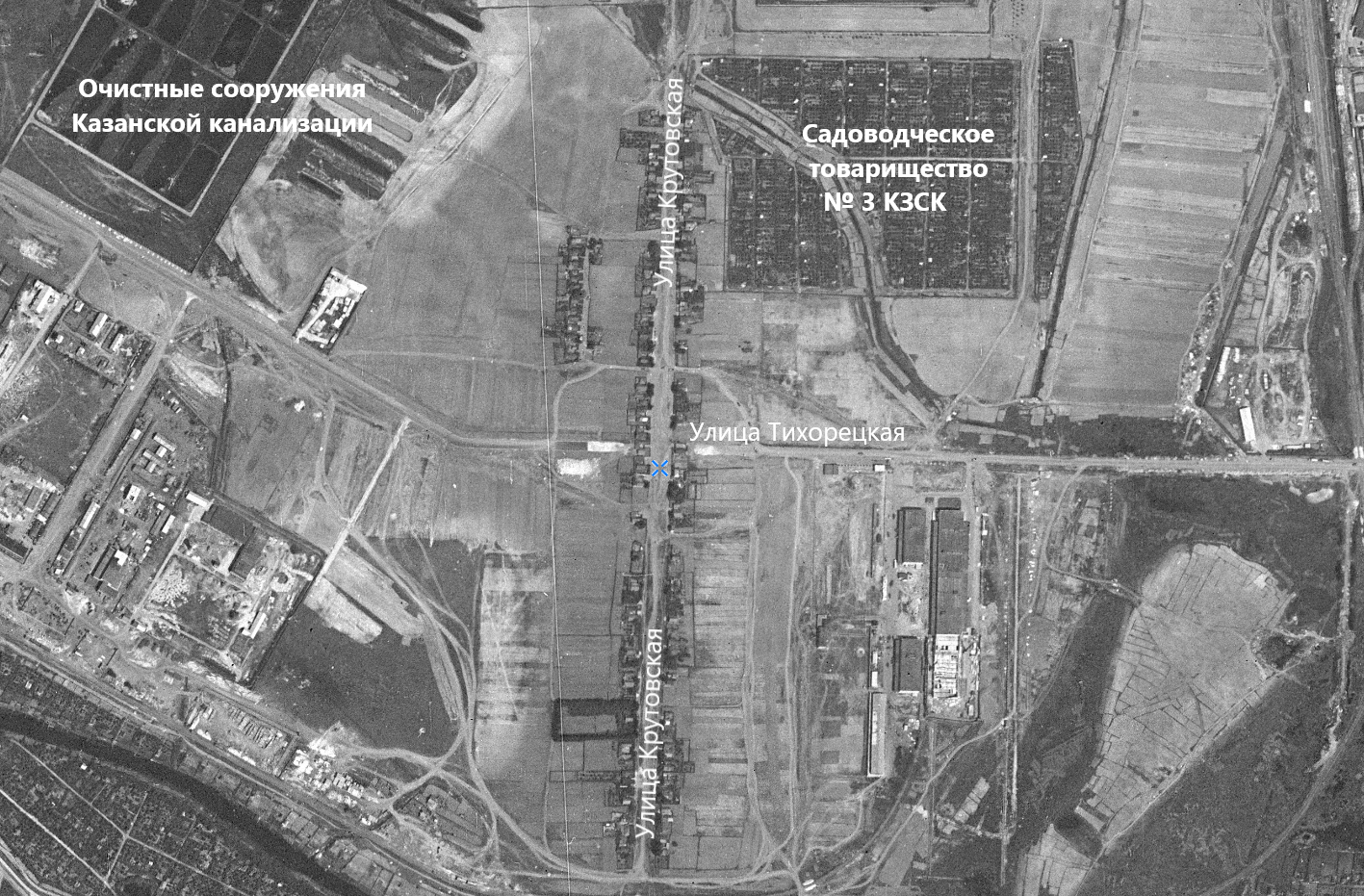
Посёлок Крутовка на снимке с американского спутника, 1966 год

Возник не позднее первой половины 1930-х годов на землях между посёлками Борисково и Кукушкино, незадолго до этого вошедших в состав Казани.
С момента возникновения административно относился к Бауманскому (до 1935 года), Сталинскому (1935—1942), Свердловскому (1942—1956) и Приволжскому (с 1956 года) районам Казани.
По состоянию на конец 1930-х годов в посёлке насчитывалось 51 домовладение, в которых жило 274 человека, в том числе 6 татар, проживавших в основном на Новобытной улице.
С середины 1950-х земельные участки недалеко от посёлка начали выделяться под дачи различным организациям (касса взаимопомощи пенсионеров Сталинского района, касса взаимопомощи Свердловского района, жиркомбинат имени Вахитова, завод синтетического каучука (КЗСК) и другие).
До начала 1960-х годов посёлок Крутовка был связан с основной территорией Казани лишь грунтовым дорогами, которые шли: на север — к заводу КЗСК, Казанской ТЭЦ-1 и старому трамвайному кольцу маршрута № 3; на северо-запад — к посёлку Кукушкино; на восток — к посёлку Борисково. К 1961 году до Крутовки была построена асфальтированная автомобильная дорога со стороны Кукушкино, по которой был пущен автобус № 3. 
С конца 1960-х — начала 1970-х годов одноэтажная жилая застройка Крутовки стала постепенно исчезать. Это было обусловлено намеченной перспективой ликвидации посёлка в ходе реализации генерального плана Казани 1969 года. Территория Крутовки отводилась под застройку производственного назначения в рамках расширения Южного промышленного района. Ещё в начале 1960-х годах вблизи посёлка стали возводиться различные предприятия, например, очистные сооружения Казанской канализации (их строительство полностью завершили в 1974 году). С конца 1960-х годов производственная застройка затронула непосредственно территорию поселковых домовладений. Первой была ликвидирована жилая застройка на южном участке улицы Крутовской с её западной (чётной) стороны, где разместился складской комплекс объединения «Татмашхимснабсбыт». В 1980-е годы была снесена бо́льшая часть жилой застройки с восточной (нечётной) стороны улицы Крутовской, а также северный участок её чётной стороны, попавший под расширение территории очистных сооружений Казанской канализации. В 1990-е годы оставшиеся в Крутовке дома сносились в рамках реализации республиканской программы ликвидации ветхого жилья и в связи со строительством объектов «Татглавснаба». На начало 2020-х годов от посёлка осталось 3 частных дома (№№ 47, 49, 51 по Крутовской улице).

## Улицы
| Список улиц Крутовки          | Список улиц Крутовки | Список улиц Крутовки                                          | Список улиц Крутовки                          | Список улиц Крутовки |
| Название улицы                | Фотоизображение      | Документ, которым утверждено название                         | Прежнее название                              | Происхождение названия |
| ----------------------------- | -------------------- | ------------------------------------------------------------- | --------------------------------------------- | --- |
| Крутовская улица              |                      | Решение Казанского горисполкома от 24 декабря 1962 года № 794 | Крутовка улица                                | Название улице дано по наименованию посёлка Крутовка. Это была главная улица посёлка. |
| Минская улица (не существует) |                      | Решение Казанского горисполкома от 20 октября 1955 года № 573 | С 1940-х годов — Волжская, ранее — Новобытная | Минск — город, столица Белоруссии. Волга — крупная река в России. Новобытная — производное от «Новый быт» — идеологическое понятие советской пропаганды 1920-х — 1930-х годов, означавшее новую жизнь в социалистическом обществе. |
| Тихорецкая улица              |                      | Решение Казанского горисполкома от 14 июня 1961 года № 413    | —                                             | Тихорецк — город в России, в Краснодарском крае. |

## Транспорт
Общественный транспорт начал ходить в посёлок не позднее начала 1960-х годов: маршрут № 3 соединял посёлок с железнодорожным вокзалом (просуществовал до конца 1990-х годов).